# Кассала (город)
Ка́ссала (араб. كسلا‎, англ. Kassala) — пятый по количеству жителей город в Судане, один из старейших в государстве. Административный центр одноимённой провинции.

## Описание
Кассала находится в восточной части Судана, на шоссе Хартум — Порт-Судан, примерно в 400 км от Хартума и в 22 километрах от границы с Эритреей. Город расположен на высоте 531 м над уровнем моря.

## Климат
| Показатель                    | Янв. | Фев. | Март | Апр. | Май  | Июнь | Июль | Авг. | Сен. | Окт. | Нояб. | Дек. | Год   |
| ----------------------------- | ---- | ---- | ---- | ---- | ---- | ---- | ---- | ---- | ---- | ---- | ----- | ---- | ----- |
| Средний суточный максимум, °C | 33,7 | 35,2 | 38,3 | 40,8 | 41,6 | 39,8 | 36,1 | 34,9 | 36,8 | 38,7 | 37,0  | 34,0 | 37,3  |
| Средняя температура, °C       | 25,1 | 26,2 | 29,2 | 31,8 | 33,7 | 32,7 | 30,0 | 29,1 | 30,4 | 31,5 | 29,2  | 26,1 | 29,6  |
| Средний суточный минимум, °C  | 16,5 | 17,2 | 20,1 | 23,0 | 25,8 | 25,7 | 23,9 | 23,4 | 24,0 | 24,3 | 21,4  | 17,9 | 21,9  |
| Норма осадков, мм             | 0,0  | 0,0  | 0,3  | 2,0  | 8,8  | 27,9 | 76,0 | 85,0 | 40,5 | 9,9  | 0,8   | 0,0  | 251,2 |
| Источник:                     |      |      |      |      |      |      |      |      |      |      |       |      |       |

## История
Кассала был основан в 1840 году как военный лагерь египетских солдат Мухаммеда Али (формально являвшегося вассалом Османской империи, но фактически независимого правителя) во время египетского завоевания Судана. 
В 1885 году город был захвачен мессианистами, в 1894 году, после битвы за Кассалу (англ. Battle of Kassala), — итальянцами. В 1897 году Италия вернула город Египту, в 1899 году Кассала перешёл под управление Англо-Египетскому Судану.
В феврале 1939 года на заседании большого фашистского совета итальянский диктатор Б. Муссолини выступил с программной речью о целях, которые должна достичь Италия в надвигающейся мировой войне. Одной из приоритетных задач было объявлено продвижение итальянских войск через территорию Судана до побережья Индийского океана.
В ходе Второй мировой войны 9 июня 1940 года начальник итальянского генерального штаба маршал Бадольо утвердил директиву о переходе итальянских войск в Итальянской Восточной Африке в наступление (одной из поставленных перед ними задач был захват города Кассала). В начале июля 1940 года итальянские войска начали наступление. 4 июля 1940 года две пехотные бригады и четыре кавалерийских полка итальянских колониальных войск попытались с ходу захватить город Кассала, бой за который принял ожесточённый характер. Позднее в город вернулся британский гарнизон.
19 декабря 1955 года суданский парламент объявил Судан независимым государством, 1 января 1956 года (после официального признания независимости Египтом и Великобританией) Судан стал республикой. 
В 1964 году численность населения города составляла 49 тыс. человек, он являлся торговым центром сельскохозяйственного района.
С 1960-х годов в город прибывает значительное количество беженцев: сначала из Эфиопии и Эритреи, а позднее, с началом гражданской войны, из других штатов Судана.
Основное население принадлежит к этнической группе беджа.
Динамика численности населения города по годам:
| 1956   | 1973   | 1983    | 1993    | 2008    | 2010    |
| ------ | ------ | ------- | ------- | ------- | ------- |
| 40 600 | 99 652 | 142 909 | 234 622 | 419 030 | 536 009 |

## Транспорт
Железнодорожная станция.
В 10 километрах к юго-западу от города находится одноимённый аэропорт.